# Промотор (катализ)
Промотор (англ. promoter) — вещество, добавляемое к катализатору в небольших количествах с целью улучшения его свойств, таких, как активность, селективность или стабильность.

## Описание
Улучшение свойств катализатора при добавлении промотора значительно превосходит тот эффект, который можно было бы получить в результате независимого действия самого промотора; сам промотор может и не обладать каталитической активностью. В общем случае по своему целевому назначению промоторы могут быть разделены на две группы: 
1. способствующие протеканию целевой реакции, т. е. увеличивающие активность катализатора;
2. подавляющие нежелательные процессы, т. е. увеличивающие селективность катализатора.

Среди промоторов первой группы различают структурообразующие и активирующие. Структурообразующие промоторы, как правило, представляют собой инертные вещества, присутствующие в катализаторе в виде мелких частиц, препятствующих спеканию частиц активной каталитической фазы, что предотвращает уменьшение активной поверхности во время работы катализатора. Активирующие промоторы могут создавать дополнительные активные центры, воздействовать на электронную структуру активной фазы и т.п. В качестве примера можно привести железный катализатор синтеза аммиака, который в качестве промоторов содержит оксид алюминия (структурообразующая добавка) и оксид калия (активирующая добавка).